# Saint-Martial-sur-Isop
Saint-Martial-sur-Isop – miejscowość i gmina we Francji, w regionie Nowa Akwitania, w departamencie Haute-Vienne.
Według danych na rok 1990 gminę zamieszkiwało 156 osób, a gęstość zaludnienia wynosiła 7 osób/km² (wśród 747 gmin Limousin Saint-Martial-sur-Isop plasuje się na 467. miejscu pod względem liczby ludności, natomiast pod względem powierzchni na miejscu 297.).

## Populacja

Populacja Saint-Martial-sur-Isop w latach 1962–2008